# Кардаш Марина Анатоліївна
Мари́на Анато́ліївна Ка́рдаш — українська тренерка з художньої гімнастики. Заслужений тренер України, тренерка національної збірної України з художньої гімнастики; суддя міжнародної категорії.

## З життєпису
Дитинство пройшло в Черкасах. Батько — заступник директора військового заводу, мама — інженерка-технологиня. З дитсадка цікавилася масовими заходами. Одного разу в садок прийшла тренерка з художньої гімнастики; Марина при перегляді з легкістю села на шпагат, зробила місток і була прийнята в спортивну школу.
З перших днів були тренування і шанувальники, які чергували під дверима. Посідала на міських змаганнях перші місця в індивідуальних вправах. З часом почалися проблеми зі здоров'ям, потрапила під спостереження лікарів. В кінці 9-го класу в званні майстра спорту гімнастику залишила. Хотіла вступити до інституту іноземних мов, але стала студенткою біологічного факультету університету ім. Т. Г. Шевченка.
Тренерка-викладачка триразових срібних призерок у групових вправах з гімнастики художньої Ханіної Валерії, Д'яченко Олени, Мурай Дар'ї, Фотієвої Вікторії.
У шлюбі з Василем Кардашем. Має доньку Анастасію.